# Grünheide
Grünheide  est une commune allemande située dans le nord de l’arrondissement d'Oder-Spree, au Brandebourg. Elle comptait 8942 habitants au 31 décembre 2021. 
Tesla Giga Berlin, une usine géante de production d'automobiles électriques et de batteries, y est en activité depuis mars 2022.